# Mr. Harrigans telefon
Mr. Harrigans telefon (engelska: Mr. Harrigan's Phone) är en amerikansk skräckdramafilm från 2022, med manus och regi gjord av John Lee Hancock. Den är baserad på Stephen Kings korta novellhistoria med samma namn, som för övrigt finns med i hans boksamling Blod säljer (If It Bleeds). Huvudrollerna i filmen spelas av Donald Sutherland, Jaeden Martell, Joe Tippett och Kirby Howell-Baptiste.
Filmen släpptes för streaming på Netflix den 5 oktober 2022. Den fick för övrigt blandade recensioner från alla filmkritiker.

## Handling
Filmens handling utspelar sig under år 2003, och kretsar sig kring en ung pojke vid namn Craig, och en äldre miljardär vid namn John Harrigan, som tillsammans delar ett stort intresse: Nämligen böcker, och sina första mobiltelefoner. När Mr. Harrigan senare går bort, så verkar den mystiska kopplingen mellan honom och Craig inte vilja försvinna, något som Craig snart ska bli helt varse om...

## Rollista (i urval)
| Donald Sutherland     | – John Harrigan   |
| Jaeden Martell        | – Craig           |
| Colin O'Brien         | – unga Craig      |
| Joe Tippett           | – Craigs pappa    |
| Chelsea Kurtz         | – Craigs mamma    |
| Kirby Howell-Baptiste | – Ms. Hart        |
| Cyrus Arnold          | – Kenny Yankovich |
| Alexa Shae Niziak     | – Margie Marie    |

## Produktion
I juli 2020 förvärvade Netflix filmrättigheterna till "Mr. Harrigans telefon", som då skulle produceras av Blumhouse Productions och Ryan Murphy, samt skrivas och regisseras av John Lee Hancock. Ett år senare, i oktober 2021, blev Donald Sutherland, Jaeden Martell, Kirby Howell-Baptiste och Joe Tippett, en del av rollistan. Huvudfotograferingen av filmen satte igång i Connecticut, den 20 oktober 2021, för att sedan avslutas den 22 december samma år.